# Grisselstenarna
Grisselstenarna är öar i Finland. De ligger i Bottenhavet och i kommunen Närpes i den ekonomiska regionen  Sydösterbotten i landskapet Österbotten, i den västra delen av landet. Öarna ligger omkring 90 kilometer söder om Vasa och omkring 310 kilometer nordväst om Helsingfors.
Arean för den av öarna koordinaterna pekar på är 6,9 hektar och dess största längd är 0,6 kilometer i sydväst-nordöstlig riktning.